# Журавлёв, Иван Анисимович
Иван Анисимович Журавлёв (7 (20) сентября 1914 — 30 марта 1997) — советский работник прокуратуры. В 1964—1969 годах — прокурор Чувашской АССР. Государственный советник юстиции 3-го класса. Почётный работник прокуратуры СССР. В годы Великой Отечественной войны — военный следователь.

## Биография
Родился в 1914 году в деревне Большие Атмени Ядринского уезда. Окончил местную начальную школу, затем Аликовскую школу крестьянской молодежи. По направлению райкоопсоюза окончил годичные курсы мастеров по маслоделию Кировского животноводческого техникума. Работал мастером Аликовского маслозавода.
Активно занимался спортом, занимал призовые места на республиканских соревнованиях в беге, в прыжках в длину и метании копья. (спортсмен 1 разряда, чемпион Чувашкой АССР по легкой атлетике).
В 1933 году окончил физкультурное отделение Ядринского педагогического техникума и год работал учителем в Верхнее-Аккозинской школе Красночетайского района.
В 1935 году окончил годичные курсы юристов в Горьковской правовой школе (ныне — юридический факультет НГУ).
В 1936 году, в возрасте 22 лет, начинает работать народным следователем в прокуратуре Ишлейского района Чувашской АССР, но, уже в следующем году был вынужден уйти из органов прокуратуры, так как был репрессирован его старший брат — колхозник (позже реабилитирован).
В 1938 году окончил Всесоюзные курсы инструкторов физкультуры в г. Харькове, и с 1938 по 1941 год — председатель Чебоксарского городского комитета физкультуры и спорта.

### В годы Великой Отечественной войны
В июне 1941 года призван в Красную Армию. В составе курсантов Подольского военного пехотного училища с октября 1941 — февраль 1942 года участвовал в боях по обороне Москвы.
После окончания училища, как бывший прокурорский работник, был направлен в военную прокуратуру. С мая 1942 года — военный следователь 88 стрелковой дивизии 31 армии Западного фронта.
Неоднократно принимал участие в боевых операциях. Так, в августе 1942 года был в составе 426 стрелкового полка в танковом десанте в районе прорыва обороны противника у Погорелое-Городище (Первая Ржевско-Сычёвская операция). Летом 1944 года в ходе Витебско-Оршанской операции И. А. Журавлёв в боевых порядках того же 426 стрелкового полка одним из первых вошел в город Орша.
Согласно документам о представлении к награждению военный следователь Журавлёв «вёл расследования по делам о членовредителях, трусах и паникёрах… изменниках Родине, заканчивал на них дела в 24 часа… помогал командованию насаждать железную воинскую дисциплину… Активно боролся за выполнение приказа т. Сталина № 227». Так, одним из дел И. А. Журавлёва стало раскрытие крупного хищения продуктов с продовольственного склада 401-й артиллерийского полка 88 стрелковой дивизии.
После тяжелого ранения под Кенигсбергом был переведен военным следователем в Приволжский военный округ. Войну закончил в звании майора юстиции.

### После войны
После демобилизации из армии с февраля 1946 года работал в прокуратуре Чувашской АССР — помощник прокурора и и. о. прокурора Чебоксар, старий следователь прокуратуры, помощник прокурора республики, инспектор партийно-государственного контроля при Чувашском обкоме КПСС и Совете Министров Чувашской АССР.
Закончил Ленинградский юридический институт им. М. И. Калинина (в 1954 году слит с юрфаком ЛГУ им. Жданова).
В 1959—1965 годах — прокурор города Чебоксары.
С мая 1965 по сентябрь 1969 — прокурор Чувашской АССР. Госсоветник юстиции 3 класса (1968).
Неоднократно избирался депутатом Чебоксарского городского Совета народных депутатов и депутатом Верховного Совета Чувашской АССР.
После выхода на пенсию являлся председателем Совета ветеранов Прокуратуры Чувашской АССР.
Умер 30 марта 1997 года, похоронен в городе Чебоксары.

## Награды
Награждён орденами Отечественной войны I (1985) и II (1944) степени, медалями «За отвагу», «За оборону Москвы», «За взятие Кенигсберга».
Награждён знаком «Почётный работник прокуратуры СССР».

## Интересные факты
- Хорошо играл в шахматы, лучшим его достижением была ничья в товарищеской игре с чемпионом по шахматам В.Смысловым.